# Русишвили, Давид Сергеевич
Давид Сергеевич Русишвили (1949—2006) — российский дирижёр, в 1991—2006 годах — руководитель Смоленского камерного оркестра.

## Биография
Давид Русишвили родился 9 февраля 1949 года. Окончил Горьковскую государственную консерваторию. С 1973 года Русишвили работал преподавателем по классу скрипки, оркестрового класса и инструментовки в Смоленском областном музыкальном училище, одновременно руководил Смоленским городским любительским симфоническим оркестром. Благодаря его активной подвижнической работе в Смоленске в 1991 году был создан Смоленский камерный оркестр, который возглавил Русишвили. Одновременно с этим он был главным дирижёром этого оркестра и преподавателем в детской музыкальной школе № 8.
За время руководства Русишвили оркестром тот подготовил большое количество музыкальных концертных программ, в том числе рассчитанные на детскую и молодёжную аудитории. Оркестр неоднократно приглашал в Смоленск на гастроли известных российских исполнителей и музыкантов, в том числе Виктора Пикайзена (Русишвили был его учеником), Валерия Стародубровского, Игоря Чернявского, Сергея Кравченко и многих других. Все они давали высокую оценку исполнительскому мастерству Смоленского камерного оркестра.
Русишвили является автором ряда музыкальных произведений, в том числе музыки для балета «Волшебник изумрудного города» и «Торжественная увертюра».
Скончался 15 декабря 2006 года. Похоронен на Новом кладбище Смоленска.
Лучший работник культуры Смоленщины (1996), член Союза композиторов Российской Федерации (2003), награждён нагрудным знаком Министерства культуры России «За достижения в культуре» (1998).